# Ampsivarii
Ampsivarii, Ampsiwariowie – plemię germańskie znad Ems.

Wzór na tarczach Ampsivariów według Notitia dignitatum

Informacja o plemieniu Ampsivarii pojawia się m.in. u Tacyta w Rocznikach (księga 13., akapit 55-56.). We fragmencie tym pisze m.in. o wypędzeniu Ampsivariów przez Chauków.
Przez Rzymian uznawani za odłam Franków.